# Kosatka dravá
Kosatka dravá (Orcinus orca), známá také jako kosatka pravá či kosatka velká, je největším zástupcem čeledi delfínovití. Je všestranným predátorem stojícím na vrcholu mořského potravního řetězce. Požírá ryby, želvy, ptáky, ploutvonožce, žraloky a také jiné kytovce. Kosatka dravá je pravděpodobně souborem více než deseti samostatných kryptických druhů označovaných v současné době jako ekotypy.
Ve světových jazycích občas používaný název „velryba zabiják“ odráží její pověst velkolepého a obávaného mořského savce, jak byla popsána již v Historii naturalis římského filozofa Plinia staršího. Člověka kosatky zpravidla nenapadají, byť bylo zaznamenáno několik málo případů, kdy kosatky napadly člověka či malou loď poté, co si je spletly se svojí oblíbenou kořistí. Po rozpoznání omylu svůj útok vždy okamžitě ukončily. Pouze u kosatek chovaných v zajetí se vyskytlo několik málo případů, kdy kosatky napadly personál mořského akvária. V roce 2020 však bylo zaznamenáno několik evidentně cílených útoků kosatek na lodě v oblasti okolo Gibraltarského průlivu.

## Pojmenování
Jméno „Orca“ dali tomuto savci již staří Římané, kteří ho odvodili od řeckého slova ὄρυξ (oryx), které se všeobecně přisuzuje velrybám, velkým rybám nebo mořským příšerám. Přídavné jméno Orcino zase znamená démon pocházející z pekla: Orco byl pro Římany bůh podzemí.
České pojmenování kosatka bylo přejato do vědeckého názvosloví z ruštiny a je obecně přijímáno. Složitější je problematika pojmenování kosatky dravé v angličtině.
Od 60. let 20. století se v anglicky mluvících zemích za výrazné podpory vědců prosazuje označení druhu vědeckým jménem orca, které je již populárnější než tradiční jméno killer whale („velryba zabiják“), i když ten je veřejností stále široce používán.
Existuje několik důvodů, proč je (v mnoha ohledech cíleně) prosazována změna názvu. Především je slovo velryba v názvu delfínovitého druhu matoucí. Za druhé je název orca obvyklý v řadě evropských jazyků a mezinárodní spolupráce při výzkumu druhů vytváří významný tlak na sjednocení jmen. Navíc slovo zabiják často vyvolává mylný dojem, že tvor zabíjí lidi. Tuto reputaci je možno napravit jen prosazením odlišného jména, což má usnadnit prosazování ochrany tohoto druhu.
Všeobecně se má za to, že „velryba zabiják“ (killer whale) je špatným překladem jména z 18. století, které zvířeti dali španělští námořníci a který měl být správněji přeložen jako „zabiják velryb“ (whale-killer [ˈweilˌkilə]). Skutečnost, že původní jméno bylo jen špatným překladem, také podpořila snahu o změnu jména.
Naproti tomu velké množství lidí, kteří dávají přednost původnímu názvu, poukazuje na fakt, že kosatky nepochybně zabíjejí mnoho zvířat, včetně jiných kytovců. Zastánci původního názvu argumentují tím, že zabíjení v názvu se nevyskytuje pouze u španělských námořníků. Kmeny Haida v Britské Kolumbii nazývají zvíře skana (zabíjející démon). Japonci je nazývají šači (鯱), jehož kandži znak kombinuje radikály pro rybu (魚) a tygra (虎).
Jiný anglický název pro kosatku je Grampus. Koliduje však s názvem jiného kytovce (Grampus griseus – plískavice šedá) a nyní se používá jen zřídka.

## Evoluce
V češtině se rodové jméno kosatka používá i pro kosatku černou (Pseudorca crassidens), která však ve skutečnosti nepatří do stejného rodu. V současnosti rod kosatka (Orcinus) čítá pouze jeden druh, a to kosatku dravou (Orcinus orca), je však možné, že jednotlivé ekotypy (viz níže) budou v budoucnu povýšeny na samostatné poddruhy či druhy.
Stejně jako u vorvaňova rodu Physeter, je Orcinus z kladistického pohledu rodem s jedním rozšířeným druhem bez přímých příbuzných, takže paleontologové věří, že kosatka je hlavním kandidátem majícím anagenetickou evoluční historii (tj. že vývoj druhu od předka k potomkovi proběhl bez rozdělení linie). Pokud by měli pravdu, činilo by to z kosatky dravé jeden z nejstarších druhů delfínovitých, i když ne tak starý jako čeleď samotnou, starou přinejmenším 5 miliónů let.[zdroj?] Některé objevy dokládají, že evoluce kosatek patrně nesouvisela s evolucí plejtvákovitých kytovců a jejich extrémními rozměry (které byly podle některých badatelů evoluční odpovědí na predaci ze strany kosatek).

## Ekotypy
Kosatka dravá se vyskytuje v asi deseti různých ekotypech, které se rozdělují do tří základních skupin podle geografického výskytu.
Ekotypy jsou pravděpodobně různými kryptickými druhy, jejich popisu se však dosud žádná taxonomická revize nevěnovala.

### Severní Pacifik
Mezi ekotypy žijící v Severním Pacifiku patří ekotyp residentní, transientní a ekotyp žijící v šelfových mořích (tzv. offshore).
- Residentní typ

Residentní ekotyp je převážně rybožravý, přednostně se živí lososovitými rybami (losos čavyča), loví však i jiné ryby (halibut, hřebeník ad.). Utváří matrilineární stáda, jejichž členové mezi sebou komunikují unikátními dialekty, obecně hodně vokalizuje.
Mezi populace residentního ekotypu patří: jižní residenti (J , K, L stáda), severní residenti (A1, A4, A5, B1, C1, D1, G1, G12, H1, I1, I2, I11, I18, I31, R1, W1 stáda) a aljašští residenti (AB, AB25, AD5, AD8, AD11, AD16, AE, AF5, AF22, AG, AI, AJ, AJ8, AK2, AK6, AN10, AX, AY stáda)
- Transientní typ

Transientní (též Biggsův) ekotyp loví mořské savce (tuleně, lachtany, jiné kytovce), tvoří menší stáda, méně vokalizuje (aby na sebe neupoutal pozornost kořisti). Tvoří menší matrilineární stáda do cca 10 jedinců, na rozdíl od residentů někteří v dospělosti opouští mateřské stádo.
- Typ "offshore"

Ekotyp žijící v šelfových mořích (offshore) je nejméně prozkoumaný. Nejspíše se živí především lovem ryb a paryb (žraloci, halibut), bohatě vokalizují, vyskytují se ve větších stádech (20–70 jedinců, občas je možné vidět i skupinu čítající okolo 200).

### Severní Atlantik
V Severním Atlantiku se vyskytují 2 ekotypy, typ 1 a typ 2. Někdy jsou populace kosatek od Gibraltaru a Kanárských ostrovů označovány jako samostatný ekotyp 3.
- Typ 1

Typ 1 loví nejspíše ryby i mořské savce, vykazuje značné opotřebování chrupu, patří sem skupiny žijící u pobřeží Norska, Skotska a Islandu.
- Typ 2

Typ 2 je větší než typ 1, nejspíše se živí výhradně mořskými savci.

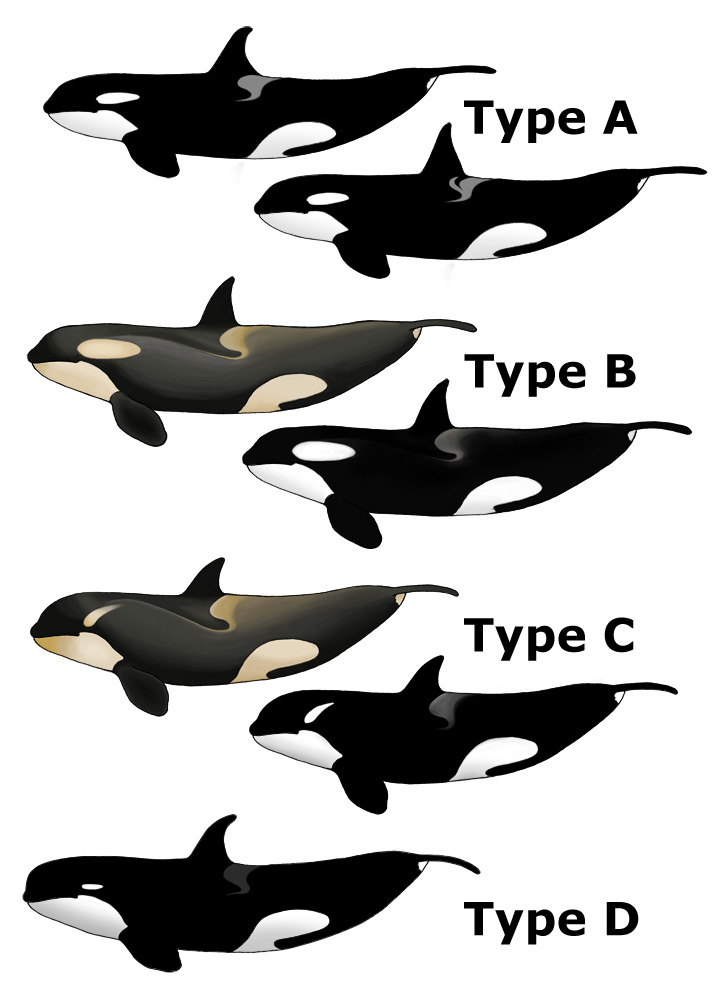
Antarktické typy kosatek

### Antarktida
Ve vodách Jižního oceánu byly pozorovány 4 (případně 5) ekotypy, typ A, B, C a D. Subtypy typu B jsou pravděpodobně svébytnými ekotypy.
- Typ A

Typ A nejspíše loví především plejtváka malého, vyskytuje se více na otevřeném moři mimo pole ledových ker, podobný transientnímu ekotypu.7
- Typ B (velký)

Typ B se vyskytuje ve 2 subekotypech, velkém a malém. Velký typ B je menšího vzrůstu než typ A, spíše šedé barvy, usazování rozsivek na kůži zabarvuje bílá místa na těle do hnědožluta, loví především tuleně v ledových polích.
- Typ B (malý)

Malý typ B bývá nazýván typem Gerlacheovým, vyskytuje se nejvíce v oblasti Gerlacheovy úžiny, podle pozorování se živí hlavně tučňáky.
- Typ C

Typ C, též typ Rossova moře, je šedé barvy, s kůží často pokrytou rozsivkami, nejmenší známý typ kosatky (okolo 6 m). Žije ve východních antarktických vodách v poli ledových ker, byl pozorován při lovu ryby druhu Dissostichus mawsoni.
- Typ D

Typ D je snadno odlišitelný podle kulatějšího tvaru hlavy a velmi malého bílého pruhu za okem. Žije v subantarktických vodách, spatřen při lovu ledovky patagonské. Spekuluje se, zdali nejde o samostatný druh.

### Ostatní
Některé populace kosatek dosud nebyly zařazeny do žádného z uvedených ekotypů, buď kvůli své odlišnosti od popsaných populací nebo kvůli nedostatku dat. Pravděpodobně se jedná o samostatné linie. Jmenovitě se jedná o kostatky z těchto regionů:
- Rusko a Japonsko;
- Papua Nová Guinea;
- Nový Zéland;
- Crozetovy ostrovy;
- ostrov Marion;
- Punta Norte, Argentina;
- Gibraltar (snad severoatlantický typ 3).

## Popis
Zvířata jsou charakteristicky kontrastně zbarvena, s černým hřbetem, bílou hrudí a boky kombinujícími obě barvy (převažuje černá). Bílou skvrnou mají nad očima. Mají těžké a podsadité tělo s velkou hřbetní ploutví. Samci dosahují obvykle délky 6 až 8 metrů, rekordní jedinec měřil 9,8 m. Samice jsou menší, dosahují délky 5 až 7 metrů, maximálně 8,5 m. Mláďata při narození váží cca 200 kg a jsou 1,8 až 2,5 m dlouhá. Hřbetní ploutev je vysoká 60 až 210 cm, u samců je vyšší a vzpřímenější než u samic. Hmotnost dospělých jedinců se běžně pohybuje od 1,5 do 6 tun, velcí samci mohou být ještě hmotnější, výjimečně mohou vážit snad až 10 tun. 
Plavou rychlostí až 55 km/h, průměrně se pohybují rychlostí 10 až 13 km/h.
Dospělí samci kosatky jsou velmi impozantní a jen těžko si je lze splést s nějakým jiným mořským tvorem. Samice a mláďata lze v teplejších vodách na větší vzdálenost zaměnit s jinými podobnými druhy čeledi delfínovití, jako jsou kosatka černá (Pseudorca crassidens) nebo plískavice šedá (Grampus griseus).
Většina historických údajů o kosatkách byla získána z dlouholetých zkušeností obyvatel pobřeží Britské Kolumbie a Washingtonu a pozorováním zajatých velryb. Úplnost studia a zaznamenaná složitá sociální struktura stád v této populaci nasvědčuje tomu, že informace jsou detailní a přesné, nicméně proměnlivé skupiny a skupiny v jiných oceánech mohou mít dost odlišné sociální charakteristiky.
Samice poprvé otěhotní ve věku 15 let. Od té doby procházejí periodami polyestrických cyklů s necyklickými obdobími tří a šesti měsíců. Délka těhotenství kolísá mezi 15 a 18 měsíci. Matky rodí jedno mládě přibližně každých pět let. V analyzovaných stabilních stádech nastává porod v jakoukoliv roční dobu, k nejoblíbenějším měsícům však patří zimní.[zdroj?] Úmrtnost nově narozených mláďat je velmi vysoká – podle jednoho průzkumu téměř polovina mláďat nedosáhne věku šesti měsíců. Mláďata vyžadují péči po dva roky, pevnou potravu však přijímají už po roce. Matky je krmí až do věku cca 40 měsíců, což znamená, že v průměru za život vychovají asi 5 mláďat. Samice se obvykle dožívají 50 let, ve výjimečných případech však mohou dosáhnout 80 až 90 let. Samci zahajují sexuální aktivitu ve věku 15 let a průměrně se dožívají 30, výjimečně až 50 let.

## Rozšíření
Kosatka upřednostňuje nižší teploty a polární regiony. Ačkoliv se kosatky občas potápí do velkých hloubek, obecně dávají přednost pobřežním oblastem před pelagiálním prostředím.[zdroj?]
Kosatky jsou relativně velmi početné v oblasti severovýchodního Pacifiku, kde Kanada přechází v Aljašku, při pobřeží Islandu a při pobřeží severního Norska. Pravidelně jsou pozorovány ve vodách Antarktidy u polárního ledovce a má se za to, že se vydávají pod ledový příkrov a přežívají dýchaje ve vzduchových kapsách podobně jako běluha.[zdroj?] Naproti tomu v Arktidě jsou kosatky v zimě pozorovány jen zřídka. Tyto vody probouzejí jejich zájem jen v létě.[zdroj?]
Informace z oblastí vzdálených od pobřeží a z tropických vod jsou více kusé, ale dlouhodobá, i když ne častá, pozorování naznačují, že kosatky mohou přežít v téměř všech teplotních pásmech.[zdroj?] Neexistuje žádný odhad celkové světové populace.
Lokální odhady udávají 70–80 000 v Antarktidě, 8 000 v tropických vodách Tichého oceánu (kosatky se v tropech vyskytují jen řídce, ovšem rozloha této oblasti je 19 miliónů km², takže tropickou populaci nelze zanedbat), až 2 000 u Japonska, 1 500 v chladnějším severovýchodním Pacifiku a 1 500 u Norska. Pokud přidáme velmi hrubé odhady nesledovaných území, může činit celková populace asi 100 000 jedinců.[zdroj?]

## Sociální vztahy

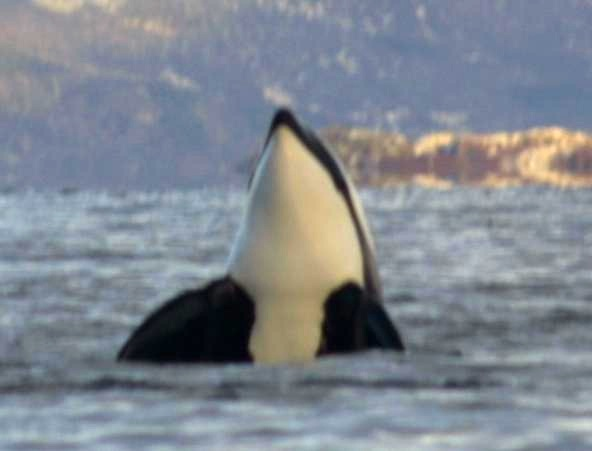
Kosatky často zvedají své tělo nad vodu. Toto chování nazýváme pozorovací skoky. V tomto postavení vydrží až 30 s.

Kosatky mají složitý systém sociálních skupin. Základní skupinou je mateřská linie, skládající se z jedné samice (matky rodu) a jejích potomků. Synové a dcery matky rodu vytvářejí část této linie stejně jako synové a dcery jejích dcer (synové a dcery jejích synů se připojují k mateřské linii svých matek) a vytvářejí tak rodinný strom. Jelikož samice mohou žít až 90 let, není neobvyklý život čtyř nebo dokonce pěti generací v jedné linii. Skupiny založené na mateřských liniích jsou velmi stabilní po mnoho let. Jednotlivci se oddělují od těchto svých skupin jen na několik hodin za účelem spáření se nebo shánění potravy. Nebylo zaznamenáno žádné trvalé oddělení jedince z jeho mateřské linie. Průměrná velikost mateřské linie, zaznamenaná v severovýchodním Pacifiku, činila 9 zvířat.[zdroj?]
Mateřské linie mají tendenci sdružovat se s několika málo jinými mateřskými liniemi, se kterými vytvářejí stádo skládající se v průměru z 18 zvířat. Členové stáda sdílejí tentýž dialekt (viz sekce Zpěv) a skládají se z blízce příbuzných částí mateřských linií. Na rozdíl od mateřských linií se stáda utvořená za účelem shánění potravy v průběhu dnů nebo týdnů rozpadají a zase spojují. Největší zaznamenané stádo mělo 49 zvířat.[zdroj?]
Další úrovní skupiny je klan. Klan se skládá ze stád, která mají podobný dialekt. Příbuzenství mezi stády se opět jeví jako genealogické, většinou obsahují části rodin se společným předkem na mateřské straně. Různé klany mohou zabírat totéž geografické území a proto bylo často zaznamenáno, že stáda z různých klanů cestují společně. Ve chvíli, kdy se místní stáda sdružují do klanu, se před promísením jednotlivci uvítají zformováním dvou paralelních pokrevních linií tváří v tvář.
Konečné stadium sdružování, i když na rozdíl od předchozích přirozených skupin spíše náhodné a lidmi zavedené, se nazývá komunita a je velmi nejasně definováno jako skupina klanů, u kterých bylo pozorováno pravidelné míchání se. Komunity se nevytvářejí na základě zřetelných rodinných nebo vokálních vazeb.
V severovýchodním Pacifiku byly identifikovány tyto tři komunity:[zdroj?]
- jižní komunita (1 klan, 3 stáda, 92 kosatek v roce 2005),
- severní komunita (3 klany, 16 stád, 214 kosatek z 2000),
- jihoaljašská komunita (2 klany, 11 stád, 211 kosatek z 2000).

Je třeba podotknout, že tato hierarchie je platná jen pro místní skupiny. Dočasné, savce lovící skupiny jsou obvykle menší, protože ačkoliv jsou také založeny na mateřských liniích, samci jsou mnohem více ochotni se rozdělit a žít samostatným životem. Dočasné skupiny jsou přesto spojeny volnější vazbou založenou na jejich dialektu.
Denní aktivita kosatek je obvykle rozdělena do čtyř aktivit – lov, cestování, odpočinek a společenský život. Ve vzájemném kontaktu projevují kosatky značnou míru entuziasmu, předvádějí širokou škálu zvedání se a výskoků nad vodu, pozorovacích skoků, úderů ocasu do vody a stání na hlavě. Ve všech samčích skupinách se jednotliví členové často dotýkají ztopořenými penisy. Není známo, jestli jsou tyto doteky částí hry nebo vyjádřením dominance.

## Potrava

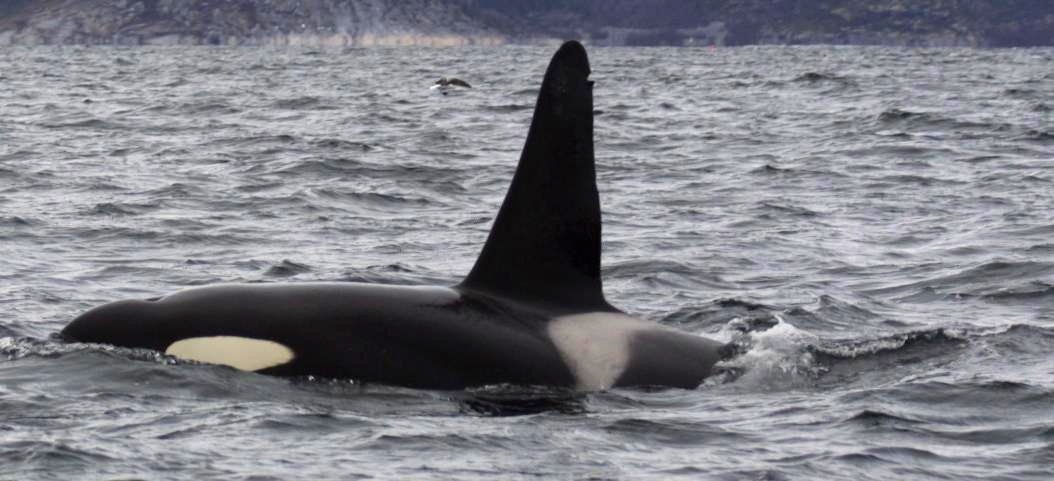
Samec kosatky s typicky vztyčenou velkou hřbetní ploutví poblíž Tysfjordu
v Norsku

Seznam druhů, jimiž se kosatky živí, je extrémně široký. Jednotlivé populace projevují tendence ke specializaci na určitý typ potravy a ignorují ostatní možné druhy kořisti. Například určité části populace v Norsku a Grónsku se specializují na sledě a sledují každý rok jejich podzimní migrační trasu k norskému pobřeží. Jiné skupiny v oblasti loví tuleně. Kosatky jsou jedinými savci s takovou potravní různorodostí mezi jednotlivci žijícími na stejném území.
Kosatka je jediným kytovcem pravidelně se živícím jinými kytovci. Pozorování bylo napočítáno 22 druhů, které kosatky loví – zkoumáním obsahu žaludku, pozorováním zranění na tělech jiných kytovců či přímým pozorováním jejich lovu.[zdroj?]
Celkem oblíbenou kořistí je relativně malá běluha mořská, ale stáda kosatek dokážou ulovit i velryby podstatně větší, než jsou sami, jako jsou plejtvák myšok, plejtvák malý, plejtvák sejval, plejtvákovec šedý, nebo dokonce dospělé plejtváky obrovské.

Skupina kosatek může zdolat plejtváka obrovského tím, že jej spolu s jeho matkou štve mořem až se unaví. Nebo se kosatky rozhodnou oddělit pár a obklopit mladou velrybu, popřípadě zabránit jí vrátit se na povrch moře k nadechnutí. Jakmile se velryba utopí, kosatkám už nic nebrání nasytit se jejím masem.
Byl také zaznamenán jeden případ pravděpodobného kanibalismu kosatek.[zdroj?] Ve studii V. I. Shevenka v teplých oblastech jižního Pacifiku v roce 1975 je zaznamenán případ dvou samců kosatky, jejichž žaludek obsahoval zbytky jiné kosatky. Z 30 zajatých a prozkoumaných kosatek mělo při tomto pozorování 11 prázdné žaludky – neobvykle velké procento, které naznačuje, že kosatky byly přinuceny ke kanibalismu nedostatkem potravy.[zdroj?]
Ve většině případů se kosatky živí třiceti druhy ryb, většinou lososy, sledi, tuňáky, čavyči a kisuči. Žraloky obrovské, žraloky dlouhoploutvé, a příležitostně dokonce žraloky bílé loví pro jejich nutričně hodnotná játra (někteří vědci předpokládají, že žraloky odstraňují též jako nežádoucí konkurenci).
Polární populace loví také jiné mořské savce, včetně většiny druhů tuleňů a lvounů. Méně často se stávají obětí také mroži a mořské vydry. Kořistí se též může stát sedm druhů ptáků, včetně všech druhů tučňáků a mořských ptáků, jako jsou např. kormoráni. Kosatky nepohrdnou ani hlavonožci, jako jsou chobotnice a olihně.
Při zabíjení jsou kosatky velmi vynalézavé a hravé. Občas si mezi sebou pohazují s tuleni, čímž je omráčí a zabijí. Zatímco lososi jsou obvykle loveni jednotlivcem nebo malou skupinkou, sledi jsou často chytáni technikou kolotočového krmení. To znamená, že kosatka nažene sledě do těsné koule vypouštěním výbuchů bublin nebo šlehy svých bočních ploutví. Potom zasáhne kouli plným úderem svého ocasu, čímž omráčí nebo usmrtí 10–15 sleďů a okamžitě je zkonzumuje. Technika kolotočového krmení byla doložena pouze v norské kosatčí populaci a u některých oceánských druhů delfínů. Lvouni jsou zabíjeni údery hlavou nebo tím, že jsou zasaženi a omráčeni úderem ocasu.
V různých populacích lze najít různé specializované techniky lovu. V Patagonii se kosatky živí mláďaty lachtana hřívnatého a rypouše, která nahánějí na pláže, často i za cenu vlastního dočasného uváznutí. Jinde kosatky provádějí pozorovací skoky a lokalizují tak tuleně odpočívající na ledových krách. Poté vytvoří vlnu, která se převalí přes kru a přiměje tuleně skočit do vody, kde na ně čeká druhá kosatka.
V průměru kosatka sní 60 kg jídla denně. Díky ohromné rozmanitosti potravy a absenci přirozených nepřátel lze říci, že kosatka stojí na vrcholu potravního řetězce. Dokáže pravidelně lovit i relativně velké ploutvonožce a žraloky.

## Zpěv

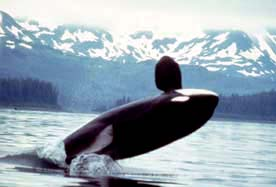
Kosatka zachycená poblíž Aljašky

Podobně jako jiní delfíni jsou kosatky velmi zpěvná zvířata. Vydávají různé druhy cvakání a hvízdání, které slouží ke komunikaci a echolokaci. Typ vytvářených zvuků se velmi liší v závislosti na aktuální aktivitě. Během odpočinku jsou kosatky mnohem tišší, vydávají jen nahodilá volání, která se silně liší od volání vydávaných při aktivní skupinové činnosti.
Stálá stáda kosatek mají větší sklony ke zpěvu než nestálé skupiny. Vědci se domnívají, že pro to existují dva hlavní důvody. Za prvé – usedlé kosatky zůstávají ve stejných sociálních skupinách mnohem déle, takže vytvoří mnohem komplikovanější sociální vztahy, které se odrážejí v častější komunikaci. Nezávislé kosatky spolu zůstávají jen po prchavé zlomky času (obvyklá perioda jsou hodiny nebo dny) a proto komunikují méně.
Za druhé – nezávislé kosatky se mnohem raději živí mořskými savci než stálá stáda upřednostňující ryby. Kosatky lovící savce musí být mnohem tišší, aby zmenšily pravděpodobnost odhalení. Z tohoto důvodu většinou používá lovící kosatka pro echolokaci jenom jednoduché cvaknutí (zvané šifrované cvaknutí) oproti dlouhému řetězci cvaknutí pozorovanému u jiných druhů.
Stálá stáda užívají místní dialekty. Každé má své písně, nebo série jednotlivých hvizdů a cvaknutí, které stále opakuje. Zdá se, že každý člen stáda zná všechny jeho písně, takže je nemožné po hlase identifikovat jediné zvíře, jenom dialektovou skupinu. Jedna píseň může být známa jen jedné skupině nebo může být sdílena několika skupinami. Stupeň podobnosti písní mezi dvěma skupinami se obecně jeví být funkcí jejich genealogické blízkosti spíše než blízkosti geografické. Dvě skupiny sdílející stejné předky, ale rozrůstající se ve velké vzdálenosti, mají velmi podobné písně. Předpokládá se, že písně přecházejí z matky na dítě během období kojení.

## Kosatky v historii
Ačkoliv byly vědecky popsány jako druh až v roce 1758, jsou kosatky lidem známy již od pravěku. Pouštní kultura Nazca vytvořila na planině Nazca kresbu představující kosatku někdy mezi roky 200 př. n. l. a 600 n. l.
První dochovaný popis kosatky je v Přírodopisu Plinia Staršího (publikován 77), který navozuje dojem nepřemožitelnosti vše konzumujícího dravce. Když Plinius na vlastní oči viděl zmasakrování velryby uvízlé v přístavu poblíž Říma, napsal: „Jsou to nepřátelé [ostatních velryb], … na které najíždějí a prorážejí je jako beranidla válečných lodí.“ O jejich vzhledu nezanechal žádný bližší popis, viděl jen obrovskou masu krutých těl se zuby.
Původní obyvatelé Ameriky při pobřeží severovýchodního Pacifiku, jako například kmeny Tlingit, Haida, a Tsimshian, připisují kosatce význačné místo v jejich náboženství a umění.

## Kosatka a moderní člověk

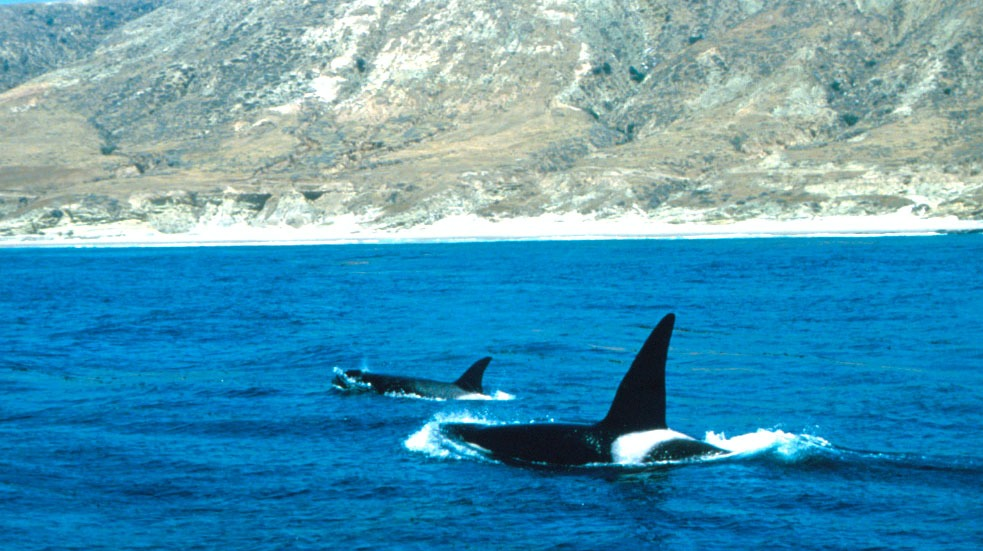
Kosatky plovoucí u Normanských ostrovů, u Santa Rosa

### Lov
Poté, co byly počty větších druhů velryb příliš zredukovány, se i kosatky staly v polovině 20. století předmětem komerčního lovu. Ten byl náhle přerušen v roce 1981, když vstoupilo v platnost moratorium na veškerý lov velryb. Přestože z taxonomického hlediska je kosatka delfín, je dost velká na to, aby se ocitla pod dohledem Mezinárodní velrybářské komise (International Whaling Commission).
Největším lovcem kosatek bylo Norsko, které lovilo v rozmezí let 1938 až 1981 průměrně 56 zvířat ročně. Japonsko spotřebovalo od roku 1946 do roku 1981 průměrně 43 zvířat. (Údaje z válečného období nejsou k dispozici nebo jsou mnohem menší). Sovětský svaz každoročně ulovil v Antarktidě několik málo zvířat s extrémní výjimkou sezóny v roce 1980, kdy jich bylo 916.
Dnes nevykazuje žádná země významný lov. Japonci obvykle uloví každoročně několik jedinců jako součást jejich kontroverzního programu vědeckého výzkumu. Podobně nízká úroveň lovu je udržována Indonésií a Grónskem.
Krom lovu pro maso, jsou kosatky zabíjeny i jako konkurenti rybářů. V padesátých letech 20. století letectvo Spojených států na žádost islandské vlády použilo bomby a ostřelovače na vybíjení kosatek v islandských vodách, protože konkurovaly lidem při lovu ryb. Operace byla chápána jako velký úspěch rybářů a islandské vlády. Nicméně mnoho lidí nebylo přesvědčeno, že kosatky jsou odpovědny za pokles rybích stavů – vinu připisovali nadměrnému lovu provozovanému lidmi. Tato debata vedla k obnovení výzkumu rybích stavů v Severním Atlantiku, který dosud nedal za pravdu žádné straně tohoto sporu.
Kosatka je občas také zabíjena čistě jen ze strachu z její pověsti. Dosud nebyl žádný člověk v přírodě úmyslně napaden kosatkou (vyskytlo se sice jedno napadení surfaře, kterého si kosatka asi spletla s tuleněm, ale po poznání svého omylu postiženého bez vážnějšího zranění pustila). Námořníci u břehů Aljašky přesto příležitostně střílejí po zvířatech z obavy o své životy. Strach se v posledních letech podařilo dost rozptýlit díky lepšímu informování o tomto druhu, včetně předvádění kosatek v mořských akváriích a jiných atrakcích.

### Útoky na lodě
Jisté riziko mohou kosatky představovat pro malé jachty, které by si mohly splést s některým z velkých kytovců, kterými se živí (zejména v noci a je-li jachta natřena stejnou barvou, jakou má kůže běluhy mořské), byť se jedná o řídký jev. U lehkých dřevěných jachet ovšem může mít katastrofální následky, neboť mohou být vážně poškozeny hned prvním útokem, ještě než kosatky zjistí svůj omyl.
Nejznámějším případem útoku kosatky na loď je napadení jachty Lucette (19 tun, délka 13 metrů) rodiny Dougala Robertsona brzy ráno 15. června 1972, 200 námořních mil západně od Galapág. Na loď zaútočilo asi dvacetičlenné stádo. I když okamžitě poté, co zjistilo svůj omyl, útok ukončilo, bylo již pozdě. Jeden z celkem tří útoků prvního (a posledního) nájezdu byl veden proti olověnému kýlu lodi, který samozřejmě vydržel (jeden člen posádky zahlédl kosatku s těžkým poraněním hlavy, což byl asi následek tohoto útoku), ovšem dřevěná obšívka lodi tvořená ze čtyři centimetry tlustých planěk sosnoviny neobstála (kosatka při lovu velkých velryb vráží do kořisti rychlostí 20–25 uzlů, obvykle přitom útočí zdola). Loď se během 3–5 minut potopila, nicméně posádka ji ještě stihla opustit v záchranných člunech a po 38 dnech byla zachráněna japonskou rybářskou lodí Toka Maru II asi 400 mil severoseverovýchodně od místa ztroskotání.
V roce 2020 bylo zaznamenáno několik evidentně cílených útoků kosatek na lodě v oblasti okolo Gibraltarského průlivu a poblíž španělského pobřeží.

### Zajetí
Inteligence, schopnost tréninku, dobrá pověst, hravost v zajetí a majestátní velikost kosatek učinila představení s nimi velmi populární. První zajetí kosatky a její předvádění se uskutečnilo ve Vancouveru v roce 1964. Během 15 let bylo za tímto účelem odchyceno v Tichém oceánu asi šedesát nebo sedmdesát jedinců. Na konci 70. let 20. století a v první polovině let 80. se kosatky obvykle odebíraly z islandských vod (50 za 5 let do roku 1985), poté začaly být úspěšně odchovávány v zajetí a odchyt v přírodě se stal výrazně vzácnějším. U kosatek chovaných v zajetí se mohou vyvinout některé patologické změny, z nichž nejčastější je zborcení hřbetní ploutve, které postihuje asi 60–90 % chovaných samců.
V zajetí byly zaznamenány případy kosatek napadající lidi. V roce 1991 byla ve vodním parku Sealand of Victoria (kde nebylo zaměstnancům dovoleno vstupovat do vody ke kosatkám) skupinou kosatek zabita trenérka Keltie Byrne. Zvířata patrně nevěděla, že člověk nevydrží dlouho pod vodou. V roce 1999 jedna z těchto kosatek údajně zabila turistu, který se v noci vplížil do bazénu (uvažuje se však také, že turista mohl být obětí hypotermie). Na konci července 2004 kosatka během produkce parku SeaWorld v Texasu strčila svého trenéra, který se o ni již 10 let staral, pod vodu a tlačila ho proti okraji nádrže; trenéra se podařilo dostat z dosahu zuřícího zvířete až po několika minutách.[zdroj?]
Jeden z nejznámějších dokumentovaných případů vnitrodruhové agrese kosatky se stal v srpnu 1989, kdy během představení jedna samice, Kandu V (která se do té doby pokládala za dominantní samici) praštila samici Corky II, která byla dovezena z Marineworldu v Kalifornii asi měsíc před incidentem.[zdroj?] Podle svědectví slyšelo celé publikum hlasité mlaskavé plácnutí. Trenéři se nejprve snažili pokračovat v představení, ukázalo se však, že Kandu V utrpěla zranění tepny poblíž svých čelistí, z něhož začala chrlit krev. Představení bylo ukončeno a Kandu po 45 minutách krvácení zemřela. Odpůrci těchto představení chápali takovéto incidenty jako potvrzení své kritiky.
SeaWorld pokračoval v praxi držení kosatek odchycených z přírody a stal se terčem kritiky nadace na ochranu zvířat v jejich přirozeném prostředí Born Free Foundation především kvůli pokračující zajetí kosatky Corky, kterou nadace usiluje vrátit k její rodině do stáda A5 – velkého hejna kosatek vyskytujícího se u pobřeží Britské Kolumbie .

### Film a kultura
Na konci 70. let 20. století hrály kosatky ve fiktivních příbězích roli hltavých predátorů, jejichž chování podněcuje hrdiny k úsilí pomoci jejich kořisti utéci. Nejextrémnějším příkladem je nepříliš úspěšný film Orca zabiják, který vypráví příběh samce kosatky, vydávajícího se na cestu zuřivé pomsty poté, co byla jeho březí samice zabita lidmi (zjevná je inspirace filmem Čelisti).
Pokračující výzkum zvířete a jeho popularita v akváriích přinesly dramatické vylepšení jeho obrazu na veřejnosti. Nyní je kosatka chápána především jako respektovaný predátor, který pro lidi představuje jen velmi malou hrozbu, což připomíná změnu náhledu na severoamerického vlka.
Film Zachraňte Willyho (1993) se zaměřil na otázku osvobození kosatek v zajetí. Kosatka hrající ve filmu, Keiko, byla původně odchycena ve vodách Islandu. Po přípravě na návrat do volné přírody v akváriu v oregonském Newportu u (Oregon Coast Aquarium), byla přemístěna do severních vod, svého původního životního prostoru, přesto nepřestala být závislá na lidech až do své smrti v prosinci 2003.

### Ohrožení životního prostředí
Olejová skvrna z tankeru Exxon Valdez měla určitý nepříznivý efekt na aljašskou populaci. Jedno stádo bylo zachyceno skvrnou a ačkoliv jeho členové ihned plavali skrz olej do čistých vod, jedenáct z nich (asi polovina) zemřelo v následujících dnech a týdnech. Skvrna dlouhodobě snížila množství dostupné potravy jako jsou lososi, což vedlo k dalšímu snížení lokální populace. V prosinci 2004 vědci z North Gulf Oceanic Society publikovali zprávu, že stádo zvané AT1 se nyní zmenšilo na sedm členů, protože se v něm kvůli skvrně úplně zastavila jeho reprodukce. Předpokládá se, že vymře.[zdroj?]
Podobně jako jiná zvířata na vysokých úrovních potravního řetězce jsou kosatky postiženy hromaděním polychlorovaných bifenylů ve svých tělech. Vyšetření zvířat u washingtonského pobřeží vedlo ke zjištění, že úroveň PCB v tělech tamních kosatek je vyšší než u tuleně obecného v Evropě, u kterého však již byly zaznamenány známky onemocnění zapříčiněného touto chemikálií. U kosatek naproti tomu žádné takové příznaky zaznamenány nebyly. Pokud to u nich vede k nějakým následkům, je nejpravděpodobnější snížená schopnost rozmnožování.
Mezi ostatní tlaky prostředí, jimž musí kosatky čelit, patří rozsáhlé pozorování velryb, které již některé průzkumy označují za příčinu změn jejich chování. Silný hluk lodí způsobuje u některých stád kosatek změnu frekvencí jejich písní a volání.